# Reif Jakab
Reif Jakab (Bán, 1844. szeptember 24. – Bécs, 1907. május 7.) pedagógus, Wolf Johanna (1907–1997) építészmérnök nagyapja.

## Élete
Középiskolai tanulmányait a Pesti Főreáliskolában (ma Eötvös József Gimnázium) végezte, majd a Pesti Királyi Tudományegyetem rendkívüli hallgatója volt, ahol a mennyiségtan és természettan tanítására tanári oklevelet nyert. Néhány évig nevelőként működött a magyar fővárosban. 1870–72-ben a lipcsei és karlsruhei főiskolákon tartózkodott, ahol különféle előadásokat hallgatott és a mennyiségtani, természettani és pedagógiai szemináriumok tagja volt. Közel egy évig a lipcsei Ziller-féle gyakorló-iskolában számtant és mértant tanított. 1872 októberétől a Budai Királyi Főreáltanodában helyettes tanárként alkalmazták és 1874-ben ugyanott a mennyiségtan rendes tanárának nevezték ki. 1876. szeptember 1-jétől 1878. június 30-ig az Országos Izraelita Tanítóképző-intézet mennyiségtan tanára volt. 1878-tól a Budapesti Kereskedelmi Akadémiában is oktatott. 1883 augusztusában saját kérelmére áthelyezték a budapesti VI. kerületi állami főreáliskolához.
Tagja volt az Országos Középiskolai Tanáregyesület választmányának.
Felesége Friedmann Mária volt, akivel harminc évig élt házasságban. Egy lányuk született.

## Művei
- Kosmopolitismus és nationalismus, különös tekintettel a zsidók jelen állására. (Budapest, 1875)
- Érettségi vizsgálati mathematikai feladatok gyűjteménye. Budapest, 1893. (Beke Manóval)